# ورمینگهال
ورمینگهال (به انگلیسی: Worminghall) یک روستا و محله مدنی در بریتانیا است که در Aylesbury Vale واقع شده‌است. ورمینگهال ۵۳۴ نفر جمعیت دارد.